# Flavio Gioia (incrociatore)
Il Flavio Gioia fu un veliero della Regia Marina, costruito dall'Arsenale di Castellammare di Stabia come incrociatore a propulsione mista, utilizzato dalla Regia Marina tra il 1883 e il 1920.

## Storia
Progettato dall'Ispettore generale Carlo Vigna, costituiva una classe di due unità assieme alla gemella Amerigo Vespucci costruita nell'arsenale di Venezia. Il Flavio Gioia fu impostato presso il cantiere navale di Castellammare di Stabia il 9 dicembre 1879 e varata il 12 giugno del 1881. Con un dislocamento normale di 2.493 tonnellate ed a pieno carico di 2.751, era dotato di scafo in acciaio lungo 84,50 metri f.t.( fuori tutto, cioè dalla punta dell’albero di bompresso fino all’estrema poppa), largo 12,78 metri e con un pescaggio di 5,48 m.  La nave aveva una protezione orizzontale di tipo cellulare montata sul ponte di coperta ("bolzonato") per la difesa dei locali sottostanti ed una struttura cellulare al di sotto della linea di galleggiamento. Era armato come brigantino a palo, con tre alberi più bompresso (l'albero di maestra e di trinchetto a vele quadre e l'albero di mezzana a vele auriche) che lo rendeva capace di navigare autonomamente sfruttando la forza dei venti. Possedeva anche un apparato motore composto da otto caldaie inglesi Penn, che fornivano vapore ad una motrice alternativa a triplice espansione  Ansaldo per una potenza di 4.156 cavalli. Un'elica permetteva alla nave di raggiungere una velocità di 14 nodi. Il suo armamento iniziale era formato da 8 cannoni da 150 mm, tre cannoni Northenfield da 75 mm e due impianti lanciasiluri da 335 mm posti a dritta ed a sinistra sul ponte. L'equipaggio era composto da 268 uomini.
Terminati i lavori di allestimento, la nave fu portata a Napoli nel bacino di raddobbo per i normali controlli  della linea d'asse e il completamento della verniciatura dell'opera viva. Unitamente all'Amerigo Vespucci, fu adattata a nave scuola degli allievi della Regia Accademia Navale di Livorno apportando modifiche sia alle sovrastrutture e sia ai locali interni. L'unità fu completata il 26 gennaio 1883, ed entrò in servizio al comando del capitano di fregata Francesco Grenet.
Il 23 giugno del 1883 il Flavio Gioia (comandante Ricotti), insieme alla pirofregata Vittorio Emanuele (comandante Parascandolo) e all'incrociatore gemello Amerigo Vespucci (comandante Carnevali), agli ordini del contrammiraglio Costantino Morin (1841-1910), partecipò ad una crociera oceanica imbarcando gli allievi ufficiali della Regia Accademia Navale di Livorno. Tutta la traversata atlantica, durata circa un mese, fu effettuata quasi interamente utilizzando la propulsione a vela. Dopo aver sostato ad Annapolis, Baltimora e New York, il 31 agosto la Squadra oceanica ripresa la rotta per l'Italia arrivando a Livorno il 31 ottobre avendo percorso un totale di 10.570 miglia (6.691 a vela e 3.879 a vapore).
Nel 1884 il Flavio Gioia, al comando di Eugenio Grandville, effettuò un'altra crociera atlantica fermandosi a Cuba per difendere gli interessi della comunità italiana.  In quella occasione fu tentata la stipula di un accordo tra il Banco de Crédito Territorial Hipotecario de Cuba ed il Banco di Credito e Sconto di Napoli per favorire l'immigrazione diretta dall’Italia. Il comandante Grandville elevò vibrate proteste al Ministro Agostino Depretis quando si accorse che tale accordo serviva a sostituire gli schiavi affrancati dalla schiavitù che lavoravano nelle piantagioni di tabacco, con braccianti italiani.
Nel 1886 assieme allo Amerigo Vespucci ed alla cannoniera Sebastiano Veniero, al comando del contrammiraglio Giuseppe Mantese, il Flavio Gioia fu inquadrato nella Divisione Navale dell'America Meridionale ed effettuò un'altra circumnavigazione del globo.
Fino al 1911 effettuò con gli allievi della Regia Accademia Navale diverse crociere: dal 10 luglio al 26 settembre 1896 in Mediterraneo ed in Atlantico; nel mese di settembre del 1897 e ad agosto-settembre del 1898 nel Levante; nei mesi di agosto-ottobre 1899 nel Mar Baltico; nell'estate del 1900 e del 1901 ancora nel Mediterraneo ed in Atlantico, e così sino al 1911.  Nel corso della guerra italo-turca il Flavio Gioia, inquadrato nella Divisione Navi Scuola partecipò alle operazioni di bombardamento di Misurata ed agli sbarchi di Zaura.   A bordo, oltre agli Allievi della Accademia Navale, vi erano anche i mozzi del Corpo dei Reali Equipaggi (C.R.E.M.). Nell'estate del 1913 e 1914 effettuò crociere nel Mediterraneo ed in Atlantico.
Allo scoppio della prima guerra mondiale l'unità venne impiegata in compiti di vigilanza costiera e scorta antisommergibile nel Mar Tirreno. Terminata la guerra il Flavio Gioia riprese l'attività di nave scuola fino al 1920 quando fu radiata dal naviglio militare ed utilizzata come convitto per Marinaretti a Napoli con la sigla CM 181.  Nel 1923 l'esperimento didattico-educativo delle navi-scuola terminarono con l’assorbimento nell'Opera nazionale Balilla, e il Flavio Gioia cessò definitivamente questa attività il 4 marzo.

### Annotazioni
1. ↑  Sia il Flavio Gioia che lo Amerigo Vespucci furono le prime navi della Regia Marina ad utilizzare i cavi in acciaio in sostituzione di quelli tradizionali in canapa costruiti dalla Regia Corderia di Castellammare di Stabia, voluta da Ferdinando IV di Borbone nel 1796
2. ↑  I 277 allievi trovarono la seguente sistemazione a bordo: 84 sul Flavio Gioia, 84 sullo Amerigo Vespucci e 109 sul Vittorio Emanuele.
3. ↑  Questa iniziativa si aggiunse a quella già in corso a Napoli con la vecchia nave Caracciolo iniziata nel 1913 così come la nave officina Garaventa a Genova e con la ex nave idrografica Scilla a Venezia nel 1903.

### Fonti
1. 1 2 3 4 5 6 7 8 9 10 11 12 13 14 15 16 17 18  Marinai d'Italia.
2. 1 2 3 4 5  Agenzia Bozzo.
3. ↑  Difesa online.